# .au
.au е интернет домейн от първо ниво за Австралия. Администрира се от Домейн администрация на .au. Представен е през 1986 г.

## Домейни от второ ниво
- .com.au
- .net.au
- .org.au
- .edu.au
- .gov.au
- .csiro.au
- .asn.au
- .id.au

## Нови домейни от второ ниво
- .act.au Територия на австралийската столица
- .nsw.au Нов Южен Уелс
- .nt.au Северна територия
- .qld.au Куинсланд
- .sa.au Южна Австралия
- .tas.au Тасмания
- .vic.au Виктория
- .wa.au Западна Австралия